# 薬礼
薬礼（やくれい）とは、江戸時代に医師の診察を受けて薬を処方してもらった患者が医師に払う礼銭のこと。今日の診療報酬にあたる。単に薬代（くすりだい）とも。

## 薬礼の慣習
中世後期から江戸時代にかけて都市を中心に医師に対する需要が急激に増えていった。だが、古来より「医は仁術」の格言が示すように医師は司命の職であり慈悲仁愛を最優先とすべきであるとされ、医師から報酬を請求することを恥じる慣習があった。とは言え、医師が生計を立てるにはある程度の報酬がないと困難なことは明らかであり、この矛盾を解消するために患者側の方から謝意を込めて自発的に薬礼を払う慣習が成立したと考えられている。薬礼はその場で払う場合と盆暮れに一括して精算する場合があり、地方によっては金銭ではなく米や物品で支払われる場合もあった。また、これとは別に医師に往診を要請した際に駕籠代などを名目に往診料に相当する支度料（したくりょう）を払った（当時の医師は武士など特定の身分にしか許されていなかった駕籠に乗ることの出来る身分の1つであった）。
江戸時代初期に諸国を放浪して人々を診察したとされる名医長田徳本（永田徳本）は、「薬一服十八文」と呼びかけながら旅をしたとされ、将軍徳川秀忠を診察した時も一服18文を曲げることなく、それ以上の金銭を固辞したとする伝説がある。
また、江戸時代に活躍した名医とされる人々の逸話にも薬礼に関する逸話が伝えられており、小野寿軒は薬礼を包みのまま家族に渡して決して金額を知ろうとせず、百々俊悦は薬礼が入った包みを水桶に放り込んで、包み紙がボロボロになって誰からのものかが分からなくなった後に初めて回収したという。多紀元簡は信頼のできる商人に経理を一任してお盆と暮の精算時に商人の手代が初めて薬礼を計算して薬屋に代金を支払った後の残額だけを受け取ったという。これについて小野は「自分は聖人君子ではないので、金額の多少を見るとどうしても診療に厚薄が出ることを恐れている」と述べ、百々も同様の趣旨のことを述べている。多紀も「医師たる者は方を処し、剤を投ずる時ときは、ただ薬の分量だけを注意して薬種の値段については考えてはならない」と述べて件の商人には薬礼の総額は勿論のこと、薬屋に支払った薬の代金についても決して問おうとしなかったという。

## 薬礼の実態
その一方で、名医とされる医師でも収入がなければ生活をすることも医業を続けることも出来ないのが多くの場合の現実であった。
例えば、本居宣長は『済世録』、杉田玄白は『鷧齋日録』と呼ばれる日記を書き残しているが、前者は日々の薬礼について細かく記録され、後者には大晦日に年間の薬礼の集計を記している。また、自ら薬価を決定して治療のたびにその価格を薬礼として徴収する医師もおり、その場もしくは節句や晦日にまとめて売掛金を回収する者もいた。こうした医師は「現金医」などと呼ばれて非難されることもあったが、その多くは当時としては適正な価格設定をしており、貧しい者には薬礼を猶予・免除する場合もあった。
その一方で、医師の資格が定められていなかった当時、薬礼を払っているのに適切な診察・治療を行わない医師、高額な薬礼の支払を徴収する医師、往診の際に意図的に食事時にお伴を連れて患者の家に赴き薬代・支度料とともに自分とお伴の食事まで用意させたり、食事料・弁当代の名目で支度料の上乗せを行わせたりする場合もあった。反対に薬礼が義務ではないことを逆手にとって医師に何の報酬も与えない者もいた。勿論、こうした中には生活に困窮して薬礼を払う資力の無い者も含まれていたが、資力はあるのに支払に応じない者もいた。本居宣長の『済世録』を分析した北原進によれば、薬礼を払わずに焦げ付かせた患者が全体の1割前後いたという。早くも江戸時代初期に京都所司代の板倉重宗は医師や陰陽師に病気を治して貰いながら謝礼を払わない行為を非難して、謝礼を払わない者が貧乏な者の場合は親類知人らが立て替えてやり、富裕な者の場合はその家財を没収・売却してでも支払わせることが規定されている（『徳川禁令考』巻51「京都諸法度」）。更に諸藩の中には医師の経営や診療内容を維持する必要から藩が主導して報酬の公定を定める事例があった。盛岡藩（1711年（正徳元年）・南部利幹）・二本松藩（1802年（享和2年）・丹羽長祥）・長岡藩（1714年（正徳4年）・牧野忠辰）などがその代表的な事例である。
薬礼は患者側の好意であり、支給額は決まっていなかったが、「世間相場」というものは存在していた。前述の盛岡藩の規定によれば、「煎薬1貼（1服）8文・丸薬1貼16文・針7日分50文」とあり、長岡藩の既定では定められた当初は銀2分で、1714年（正徳4年）に一旦1分7厘に下げられたものの、1841年（天保12年）に銀16文と改訂された。なお、1貼銀2分というのは、寛延年間（1750年前後）に江戸幕府が囚人の治療を医師に命じた際に支給された額と同額（『江戸真砂六十帖』）であった。その後、江戸では天明から文政にかけては3分（『翁草』『経済随筆』）、天保年間には5分（『処女七種』）であったという。すなわち、寛延年間では1両で300貼（300服）相当であったものが、天保年間には120貼（120服）にまで減少したことになる。また、二本松藩の規定のように武士に対しては高めの薬礼を定めさせ、薬礼にも身分制度を導入する場合もあった。ただし、これは漢方医の話であって、蘭方医になると薬品なども高額なことから割高であり、安政年間に7日分で200疋＝銀30匁＝0.5両）でこの他に15匁から30匁の診察料や距離別の往診料なども徴収した（三田村鳶魚「御典医の話」）。往診料に関しては漢方医も同様であり、支度料と称して相手の身分や資力に応じて多少の特別料金を上乗せした。勿論、これらは一般的な話であり、例外もあった。例えば、京都の名医新宮涼庭は、大坂の鴻池家のかかりつけとなっていたが、同家から毎年1,000両の薬礼を支給されていたという。

## 診療報酬の成立
こうした状況が大いに変化するのは、明治維新以後である。1874年（明治7年）に欧米の医療法制の影響を受けて公布された医令によって、医師が医業によって診察料を受けること（第41条）、診察料を支払わない患者に対しては医務取締・区長・戸長が代わりに取り立てること（第47条）が規定され、医療が経済行為の一環であるとされた。更に1887年（明治20年）に公布された民法（いわゆる「旧民法」）の消滅時効の規定において、医師・産婆・薬剤師の支払に関する消滅時効が3年と定められた（157条3項）ことは画期的であった。なぜなら、それまで、医師の診療報酬は債権としてすら認められておらず、この規定によって初めて債権であることが法律で認められたことによる。高木兼寛は明治以前であれば、医は仁術・報酬は患者の思し召しのままにも通用したが、近代医学は修学や開業に費用がかかること、医師は国民の健康を左右する重大な職責があり、医師の品位を高め、医学の進歩を図るためには医師が薬価を徴収し、診療費を法的手段を用いてでも厳重に請求することは当然の責務であると主張した（1896年（明治29年）6月の伝染病研究所における講演）。当時、日本における医療報酬の未払が年間で520万円にも達し、多くの医師が旧態の薬礼のシステムの中で経営難に苦しむ中で、高木は医師が経営と生活を維持していくための診療報酬を得ることのできる仕組みは患者にきちんとした医療を提供するためにも必要なことであると訴えたものであった。こうした経緯から明治中期以後に医師会単位において診療報酬規定が制定されることになる。だが、一般国民の生活水準が低く、社会保険制度が存在しない当時、この路線を追求することによって多くの医療から見捨てられた人々を生み出すことになった。これに異議を挟んだ加藤時次郎や鈴木梅四郎による「実費診療所」運動と医師会の対立など、医師の生活を安定させるための診療報酬と庶民の支払可能な診療報酬のギャップをどう埋めていくかという問題が明治から昭和初めにかけての医学界の大きな問題の1つになっていった。